# Marja Mortensson
Marja Helena Fjellheim Mortensson (Engerdal, 5 marzo 1995) è una cantante norvegese.

## Biografia
Marja Mortensson si è portata a casa il suo primo Spellemannprisen col secondo album in studio Mojhtestasse - Cultural Heirlooms, pubblicato nel marzo 2018. Si è aggiudicata un secondo Spellemannprisen col quarto LP Raajroe - The Reindeer Caravan, vincitore della categoria di musica tradizionale.
Nel giugno 2024 viene presentato un quinto disco, dal titolo Båalmaldahkesne - Entwined.

## Discografia

### Album in studio
- 2017 – Aarehgïjre - Early Spring
- 2018 – Mojhtestasse - Cultural Heirlooms
- 2019 – Lååje (con Daniel Herskedal)
- 2021 – Raajroe - The Reindeer Caravan
- 2024 – Båalmaldahkesne - Entwined

### Singoli
- 2019 – Eagnede fropmehkem - A Storm Is Rising (con Daniel Herskedal feat. The Trondheim Soloists String Quartet & TrondheimSolistene)
- 2021 – Jahtijem - City Boy
- 2021 – Mov gieriesvoetine - Fordi eg elskar deg
- 2021 – Here We Are
- 2021 – Vaajmah jïh seala - To hjerter og en sjel
- 2021 – You Know So Well
- 2021 – Rudtjen tjuvdie - Styggen på Ryggen
- 2021 – Johtelohke - The Migratory Route (feat. The Norwegian Radio Orchestra, Daniel Herskedal & Jakop Janssønn)
- 2021 – Kruanavaajja - The Green Valley (feat. The Norwegian Radio Orchestra, Daniel Herskedal & Jakop Janssønn)
- 2024 – Bïegke jarkele
- 2024 – Maana mov
- 2024 – Skearkaminie